# Млечник (ботаника)
Мле́чники — отдельные клетки и продольные цепочки слившихся клеток, содержащих в вакуолях млечный сок.
Это живые клетки. Цитоплазма располагается постенным слоем с многочисленными ядрами, а также крупной вакуолью с млечным соком. Оболочка млечников отличается высокой эластичностью, состоит в основном из клетчатки, не подвергается одревеснению, пор в ней мало и они слабо заметны.
Млечный сок представляет жидкость молочного цвета, иногда ярко-оранжевого, жёлтого, желтовато-коричневого.
По физическому состоянию млечный сок — это эмульсия, так как различные вещества (терпены — смолы, каучук; алкалоиды, таннины, белки) накапливаются в клеточном соке в виде гидрофобных капелек.
По происхождению и структуре все млечники можно подразделить на две группы: членистые и нечленистые.
Членистые, или сложные, млечники возникают из многих отдельных млечных клеток, которые в местах соприкосновения друг с другом растворяют оболочки, и их протопласты и вакуоли сливаются в единую разветвлённую систему. Они найдены у маковых, лобелиевых, колокольчиковых; астровых (роды цикорий, латук). Членистые млечники чаще всего бывают с анастомозами (соединениями), но могут быть и без них, как у некоторых лилейных.
Местоположение членистых млечников разнообразно, например, у гевеи они сосредоточены во флоэме, а в листьях цикория пронизывают весь орган.
Нечленистые, или простые, млечники представляют одну гигантскую клетку, которая, возникнув у зародыша, растёт, распространяясь во все органы растения. Важная особенность этой клетки состоит в том, что её интрузивный рост и деление ядра не сопровождается заложением перегородок. Образуются многоядерные клетки, не сливающиеся в единую систему — синцитии. В одних случаях они не ветвятся и сохраняют более или менее цилиндрическую форму (конопля, олеандр), в других — сильно ветвятся и пронизывают все органы (шелковица, молочай).
Ценность многих растений, обладающих млечным соком, давно известна человеку.